# Spilosoma gracilis
Spilosoma gracilis är en fjärilsart som beskrevs av Otto Staudinger. Spilosoma gracilis ingår i släktet Spilosoma och familjen björnspinnare. Inga underarter finns listade i Catalogue of Life.